# Тайлер Мэйн
Дэрил Каролат (англ. Daryl Karolat; род. 8 декабря 1966), известный под псевдонимом Тайлер Мэйн (англ. Tyler Mane) — канадский актёр, бывший рестлер. Получил известность за роль Саблезубого в фильме «Люди Икс», Аякса в «Трое» и Майкла Майерса в ремейке «Хеллоуина» и его продолжении «Хеллоуин 2».

## Карьера в рестлинге
Родился и вырос в Саскатуне, провинция Саскачеван, Канада. Окончил коллегиальный университет Уолтера Мюррея. Подростком Карола переехал в Калгари, где короткое время тренировался у Стю Харта. В 1986 году тренировался у Реда Бастиана. Дальнейшую тренировку завершил у Мандо Герреро. В том же 1986 году начал свою карьеру под псевдонимом «Сайуокер Нитрон» у себя на родине в Канаде. В 1987 году выступал в ЮАР, благодаря чему был приглашён в Joint Promotions в Великобритании, куда он прибыл в ноябре. На следующий год совершил тур в рамках New Japan Pro-Wrestling под псевдонимом «Галли Гаспар» вместе с Билли и Барри в роли шайки пиратов в хоккейных масках под предводительством Вакамацу. Так же время в конце 1989 года от времени появлялся в WCW как телохранитель команды Doom вместе с рестлером Нэнси Бенуа. Выступал на шоу Starrcade 1989 года.
В 1990 году выступал рестлером в Пуэрто-Рико и совершил тур в рамках New Japan Pro Wrestling, где участвовал в лиге World’s Strongest Tag Determination League. Затем участвовал в мексиканской лиге Consejo Mundial de Lucha Libre.
В 1993 году подписал контракт с World Championship Wrestling под псевдонимом «Большое небо» (Big Sky) выступая в команде с Винни Вегасом. После того как Винни покинул WCW и перешёл в WWF под псевдонимом Дизель Мэйн оказался в подвешенном состоянии и к концу года покинул WCW. В 1994 году присоединился к Universal Wrestling Federation Херба Абрамса и стал единственным великим чемпионом UWF MGM, победив Стива Рэя заняв таким образом вакантный титул. После кончины Абрамса и роспуска UWF в 1996 году Мэйн закончил карьеру рестлера.

## Кинокарьера
В 1992 году во время работы в Мексике в составе Consejo Mundial de Lucha Libre Мэйн впервые снялся в кино в роли злодея-вампира в фильме Luchadores de las Estrellas. Работая в WCW он прошёл прослушивание и получил роль в телесериале Smokey and the Bandit.
После ухода из рестлинга снялся во множестве фильмов: Люди Икс (роль Саблезубого), How to Make a Monster (роль Хардкора), Приключения Джо Грязнули, Царь скорпионов, «Троя» (роль Аякса), «Геракл» (роль Антея) и «Изгнанные дьяволом» (роль Руфуса, не отмечена в титрах). Роль Саблезубого должен был сыграть бывший товарищ Мэйна по команде Кевин Наш, но была отдана Мэйну из-за грядущих конфликтов с Нашем. Наш всё же получил небольшую роль в фильме Marvel Comics The Punisher.
В 2007 году сыграл роль Майкла Майерса в ремейке «Хеллоуина» режиссёра Роба Зомби . Получив роль он заметил, что последовательно просмотрел семь из восьми фильмов о Хэллоуине (кроме третьего, где не было Майкла Майерса), чтобы лучше понять свою роль. Он стал самым высоким актёром сыгравшим эту роль. В 2009 году он снова сыграл эту роль в фильме «Хеллоуин 2», став единственным актёром, сыгравшим эту роль во второй раз и единственным актёром, сыгравшим эту роль в нескольких фильмах.
В 2010 году со своей женой открыл свою продюсерскую компанию Mane Entertainment. Их первый фильм Compound Fracture вышел в 2013 году.
В 2016 году Тайлер сыграл вместе со своей женой Рене Гирлингс, Фуззом, Малькольмом Макдауэллом, Лесли Истербрук в комедийном фантастическом фильме Abnormal Attraction.
В 2019 году Мэйн сыграл в комедии «Игры с огнём» со свои товарищем профессиональным рестлером Джоном Синой.

## Личная жизнь
Мэйн с 1988 по 2003 годы был женат на Джейн Гёрц. В настоящее время женат на актрисе Рене Гирлингс.

## Фильмография

### Фильмы
| Год  | Название                               | Роль                     | Примечания                                  |
| ---- | -------------------------------------- | ------------------------ | ------------------------------------------- |
| 1992 | Luchadores de las estrellas            | El Vampiro Interespacial | Также известен как Starfighters             |
| 2000 | Люди Икс                               | Виктор Крид/Саблезубый   |                                             |
| 2001 | Приключения Джо Грязнули               | Бонди                    |                                             |
| 2002 | Царь скорпионов                        | Предводитель варваров    | нет в титрах                                |
| 2002 | Black Mask 2: City of Masks            | Thorn                    |                                             |
| 2003 | X-Men Production Scrapbook             | себя                     | документальный                              |
| 2003 | X-Men: Premieres Around the World      | себя                     | документальный                              |
| 2003 | X-Men: Ellis Island Premiere           | себя                     |                                             |
| 2003 | X-Factor: The Look of X-Men            | себя                     | документальный короткометражный             |
| 2003 | The Uncanny Suspects                   | себя                     | документальный короткометражный             |
| 2003 | Красный змей                           | Тайлер                   |                                             |
| 2004 | Троя                                   | Аякс                     |                                             |
| 2005 | Изгнанные дьяволом                     | Rufus «RJ» Firefly, Jr.  |                                             |
| 2007 | Хэллоуин 2007                          | Майкл Майерс             |                                             |
| 2007 | The Many Masks of Michael Myers        | камео                    | документальный короткометражный             |
| 2008 | Michael Lives: The Making of Halloween | камео                    | документальный короткометражный             |
| 2009 | Хэллоуин 2                             | Майкл Майерс             |                                             |
| 2010 | Gunless                                | Джек                     |                                             |
| 2011 | 247 градусов по Фаренгейту             | Уэйд                     |                                             |
| 2012 | You Can’t Kill the Bogeyman            | камео                    | документальный короткометражный             |
| 2013 | Hollywood Ramblings at TFW 2013        | камео                    | документальный короткометражный             |
| 2013 | Prey: The Light in the Dark            | Prey                     | короткометражный                            |
| 2013 | Devil May Call                         | John                     |                                             |
| 2014 | Compound Fracture                      | Michael Wolffsen         | Автор сценария Продюсер                     |
| 2015 | Take 2: The Audition                   | Hal Wolfe                |                                             |
| 2015 | Twiztid: Boogieman                     | The Boogeyman            | короткометражный                            |
| 2015 | Slayer: Repentless                     | Tyler                    | короткометражный                            |
| 2017 | Check Point                            | Deputy Stacks            | Продюсер                                    |
| 2017 | Виктор Кроули                          | Бернард                  |                                             |
| 2018 | Abnormal Attraction                    | Bernie the Cyclops       |                                             |
| 2018 | Entrenchment                           | Andrew Woodsman          |                                             |
| 2018 | Psychosis                              | Jared McLaren            |                                             |
| 2019 | The Silent Natural                     | Tommy McCarthy           |                                             |
| 2019 | East Texas Oil                         | Thurman Dial             |                                             |
| 2019 | Slayer: The Repentless Killogy         | Тайлер                   |                                             |
| 2019 | Игры с огнём                           | Топор                    |                                             |
| 2020 | Bring Me a Dream                       | The Sandman              |                                             |
| 2020 | Penance Lane                           | Crimson Matthews         | Продюсер                                    |
| 2020 | Entrenchment                           | Andrew Woodsman          |                                             |
| 2024 | Дэдпул и Росомаха                      | Виктор Крид/Саблезубый   |                                             |
| TBA  | Psychosis                              | Jared McLaren            | Послепроизводственный этап                  |
| TBA  | Dead North                             | Bear                     | Короткометражный Послепроизводственный этап |
| TBA  | Witchula                               |                          | Объявлен                                    |
| TBA  | The Horror Show                        | Dave Hooper              | Объявлен Продюсер                           |

### Телевидение
| Год       | Название                       | Роль                      | Примечания                                             |
| --------- | ------------------------------ | ------------------------- | ------------------------------------------------------ |
| 1999      | Нас пятеро                     | Mr. Mayhem                | Сезон 6 серия 4: «Wrestling Demons»                    |
| 2000-2002 | Son of the Beach               | Adolf Manson              | 2 серии                                                |
| 2001      | How to Make a Monster          | Hardcore                  | телефильм                                              |
| 2001      | V.I.P.                         | камео                     | Сезон 4 серия 5: «South by Southwest»                  |
| 2005      | Геракл                         | Антей                     | мини-сериал                                            |
| 2006      | Детектив Монк                  | Dirk — Motorcycle Rider   | Сезон 4 серия 13: «Mr. Monk and the Big Reward»        |
| 2006      | My Boys                        | Doorman                   | Сезон 1 серия 10: «Take One for the Team»              |
| 2007      | 07 Spaceys                     | камео                     | телефильм                                              |
| 2010      | Shooting Gunless               | камео                     | телефильм                                              |
| 2011      | Awkward Embraces               | The Bagel Guy             | Сезон 2 серия 4: «The Accountant»                      |
| 2011      | Cinemassacre’s Monster Madness | Michael Myers             | серия: «Halloween Remakes»; Архивные кадры             |
| 2011-2012 | Chopper                        | Jeremiah Carver / Chopper | 7 серии                                                |
| 2014      | Библиотекари                   | Минотавр                  | Сезон 1 серия 3: «And the Horns of a Dilemma»          |
| 2017      | Миднайт, Техас                 | Faceless Supernatural     | Сезон 1 серия 8: «Last Temptation of Midnight»         |
| 2018      | Half Untold                    | Bayonne                   | серия: «Pilot»                                         |
| 2021      | Knight’s End                   |                           | Подготовка к производству Сезон 1 серия 4: «Veritatis» |
| 2021      | Наследие Юпитера               | Blackstar                 | 3 серии                                                |

### Видеоигры
| Год  | Название                 | Роль                   | Примечания |
| ---- | ------------------------ | ---------------------- | ---------- |
| 2006 | X-Men: The Official Game | Виктор Крид/Саблезубый |            |

## Достижения
- All Japan Pro Wrestling
  - World’s Strongest Tag Determination League New Wave Award (1990) — вместе с Butch Masters[20]
- Pro Wrestling Illustrated
  - № 440 в топ 500 рестлеров в рейтинге PWI 500 в 1991[21]
- Universal Wrestling Federation
  - Чемпион Universal Wrestling Federation[22]